# Gaisburger Marsch

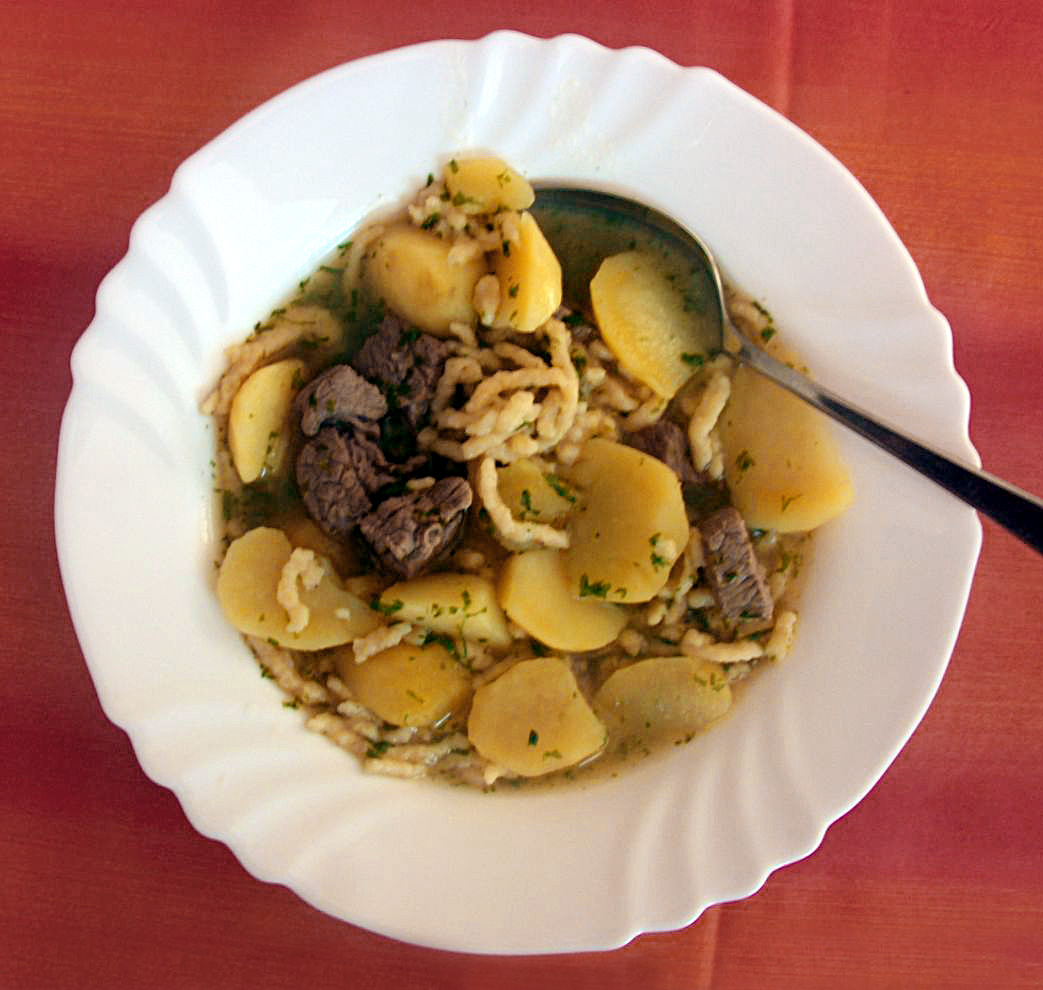
Gaisburger Marsch.

El Gaisburger Marsch se trata de un cocido tradicional de la gastronomía de Suabia. Se trata de una sopa de caldo con pasta rellena de carne. La sopa se elabora con otras verduras tales como el apio, perejil, etc. Todas las verduras se fríen con mantequilla y cebollas.

## Historia
El nombre de este plato "Gaisburger Marsch" proviene de los rumores que dicen que los opositores a "Offiziersanwärter" (Oficiales del ejército) en el siglo XIX en Stuttgart querían comer una sopa con un sabor fuerte a buey que llevara Spätzle y patata en el local (Restaurante) de "Bäckerschmiede". Cuando lo probaron le pusieron el nombre de esta orden militar, y de ahí viene le nombre "Gaisburger Marsch" (La "Marcha militar del Gaisburger"), debe saberse que Gaisburg es un barrio de Stuttgart. 
Otra versión dice que este plato pudo haber nacido de la Primera Guerra Mundial en la que se permitían a las mujeres de los prisioneros alemanes llevar una especie de plato con todos los aliementos necesarios para tenerlos alimentados, de esta forma se generaron los ingredientes alimenticios que contiene este plato.

## Fiestas
En los meses de verano en Stuttgart se celebra una fiesta en honor a este plato, en la que se puede hablar y discutir sobre los orígenes de los contenidos de este plato. 

## Variantes
En la ciudad de Heilbronn existe un plato con el nombre de "Gritos del campo de batalla Böckingen" ("Böckinger Feldgeschrei").